# Charles Babbage Award
Der Charles Babbage Award der IEEE Computer Society ist eine jährlich verliehene Auszeichnung für bedeutende Beiträge zum Parallelrechnen. Er wird seit 1989 verliehen und ist nach dem Computerpionier Charles Babbage benannt.
Er ist mit 1000 Dollar dotiert und der Preisträger wird zu einer Präsentation auf das IEEE CS International Parallel and Distributed Processing Symposium (IPDPS) eingeladen.

## Preisträger
- 1989 Irving S. Reed
- 1990 Harold S. Stone
- 1991 David Kuck
- 1993 K. Mani Chandy
- 1994 Arvind[1]
- 1995 Richard M. Karp
- 1997 Frances Allen
- 1998 Jim Gray
- 1999 K. Mani Chandy
- 2000 Michael O. Rabin
- 2001 Thomson Leighton
- 2002 Steve Wallach
- 2003 Michel Cosnard
- 2004 Christos Papadimitriou
- 2005 Yale N. Patt
- 2006 Bill Dally
- 2007 Michael J. Flynn
- 2008 Joel Saltz
- 2009 Wen-Mei Hwu
- 2010 Burton Smith
- 2011 Jack Dongarra
- 2012 Chris Johnson
- 2013 James Demmel
- 2014 Peter Kogge
- 2015 Alan Edelman
- 2017 Mateo Valero
- 2019 Ian T. Foster
- 2020 Yves Robert
- 2021 Guy Blelloch
- 2022 Dhabaleswar K. Panda
- 2023 Keshav Pingali
- 2024 Franck Cappello
- 2025 Srinivas Aluru